# Chlorops distinguendus
Chlorops distinguendus är en tvåvingeart som beskrevs av Frey 1909. Chlorops distinguendus ingår i släktet Chlorops och familjen fritflugor. Inga underarter finns listade i Catalogue of Life.